# Fort Donelson National Battlefield
Il Fort Donelson National Battlefield è un'area naturale protetta degli Stati federati degli Stati Uniti d'America Tennessee e Kentucky la quale conserva Fort Donelson e il vicino Fort Heiman, due siti i quali interessarono i campi della battaglia di Fort Henry e della battaglia di Fort Donelson nel quadro del Teatro Occidentale della guerra di secessione americana.
Il brigadier generale dell'Union Army Ulysses S. Grant e l'ufficiale di bandiera dell'Union Navy Andrew Hull Foote riuscirono a catturare le tre fortezze confederate aprendo in tal maniera il Tennessee (fiume) e il Cumberland (fiume) al controllo dell'Unione.
I comandanti ricevettero il dovuto riconoscimento nazionale per le loro vittorie nel febbraio 1862 in quanto furono i primi importanti successi unionisti nella guerra di secessione americana. La cattura di Fort Donelson e della sua guarnigione da parte portò alla conquista della capitale e del centro industriale del Tennessee, Nashville, che rimase nelle mani dell'Unione dal 25 febbraio 1862 fino alla fine della guerra, dando un controllo effettivo su gran parte dello Stato.
Questo evento causerà un duro colpo agli Stati Confederati d'America all'inizio del conflitto. La parte principale del parco situato a Dover (Tennessee), commemora principalmente la battaglia di Fort Donelson (36°29′41″N 87°51′22″W). Fort Heiman, nella vicina contea di Calloway, era una batteria d'artiglieria confederata attiva durante la battaglia di Fort Henry.